# Vouria Ghafouri
Vouria Ghafouri (kurdisch وریا غەفووری Wirya Ghefûrî; persisch وریا غفوری; geboren am 20. September 1987 in Sanandadsch) ist ein iranischer Fußballspieler, der seit 2022 als Kapitän beim Foolad FC aus der Persian Gulf Pro League spielt. Er gilt als einer der besten Fußballspieler Irans. Ab 2014 war er zudem iranischer A-Nationalspieler und nahm an den Asienmeisterschaften 2015 und 2019 teil. Zur Weltmeisterschaft 2022 in Katar wurde er aufgrund seiner Kritik gegen die Islamische Republik Iran nicht nominiert.

## Leben und Karriere
Vouria Ghafouri stammt aus Sanandadsch, der Hauptstadt der iranischen Provinz Kurdistan. In den Sozialen Medien wie Instagram folgen Ghafouri mehr als 3 Millionen Menschen.

### Klub
Vouria Ghafouri spielte zu Beginn seiner Karriere für den Fußballverein Pas Hamedan, bis er 2010 bei Shahrdari Tabriz unterschrieb. Später unterschrieb er bei Naft Teheran. Im Juli 2022 wurde er wegen seiner regimekritischen Äußerungen von seinem Verein Esteghlal Teheran entlassen. Daraufhin wechselte er zum südiranischen Club Foolad FC.

### Nationalmannschaft
Sein erster bekannter Einsatz für die iranische Nationalmannschaft war ein 1:0-Sieg gegen Südkorea am 18. November 2014, als er für Khosro Heydari eingewechselt wurde.
Am 30. Dezember 2014 wurde Ghafouri in den iranischen Kader für die Asienmeisterschaft 2015 berufen. Aufgrund seiner Leistung im Turnier wurde er von den Fans zum Überraschungsspieler des Turniers gewählt.
Im Mai 2018 wurde er in den vorläufigen Kader des Irans für die Endrunde der Weltmeisterschaft 2018 in Russland berufen, schaffte es aber nicht in die endgültige Auswahl. Sein nächstes Turnier war die Asienmeisterschaft 2019. Nachdem er das erste Spiel gegen den Jemen verpasst hatte, kam er am 12. Januar zu seinem ersten Einsatz im Wettbewerb und spielte beim 2:0-Sieg gegen den Vietnam die gesamte Partie. Nach dem Turnier spielte er im Juni 2019 letztmals für die Nationalmannschaft (Stand Nov. 2022). Er wurde in der WM-Qualifikation zwar viermal (im Herbst 2019) nominiert, kam jedoch nicht mehr zu Einsätzen.
Wegen seiner offenen regierungskritischen Haltung wurde er nicht für die Weltmeisterschaft 2022 in Katar nominiert, obwohl er zu den besten Außenverteidigern des Landes gehört.

## Aktivismus

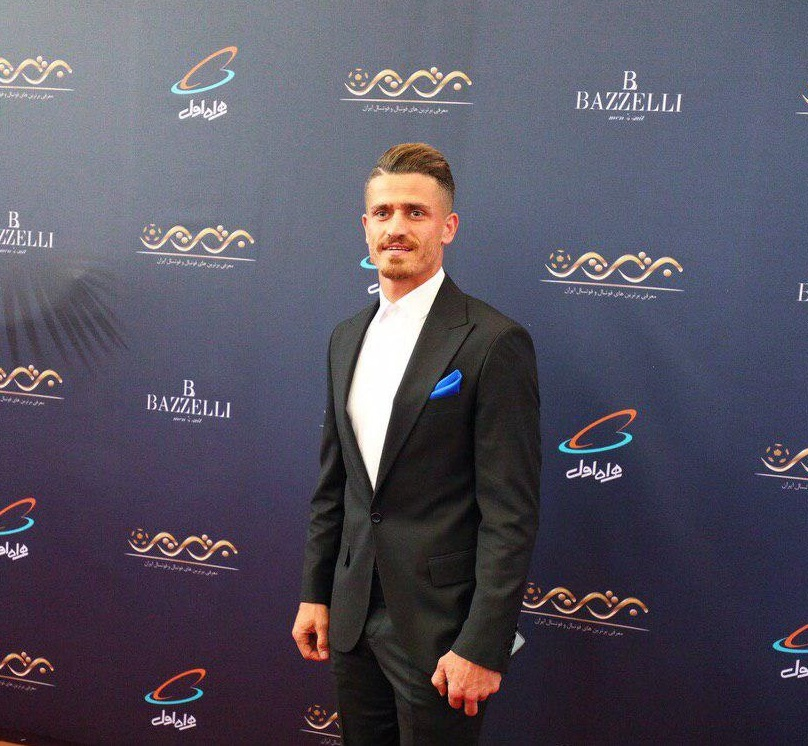
Vouria Ghafouri 2019

Vouria Ghafouri gilt seit mehreren Jahren als einer der prominentesten Kritiker des islamischen Regimes und nutzte seine Reichweite in den Sozialen Medien, um seine Kritik zu äußern. Er unterstützte die Frauenrechte im Iran und setzte sich gegen die Unterdrückung und Diskriminierung von Frauen ein. Wegen Kritik an der iranischen Regierung im Zuge der Menschenrechtsproteste im Iran und Beleidigung der iranischen Fußballnationalmannschaft wurde er nach Angaben der regierungsnahen Nachrichtenagentur Tasnim Ende November 2022 auf Anweisung der Justizbehörden verhaftet. Das iranische Regime wirft ihm vor, Propaganda gegen das iranische Politsystem geführt sowie die Nationalmannschaft beleidigt und deren „Ansehen beschmutzt“ zu haben. Genaue Hintergründe und Informationen zur Verhaftung sind nicht bekannt und der iranische Fußballverband hat sich zu dem Vorfall noch nicht geäußert. Die Verhaftung erfolgte am Tag vor dem zweiten Spiel der iranischen Nationalmannschaft bei der Fußball-Weltmeisterschaft in Katar. Der Journalist Claudio Catuogno wertete diese als Zeichen an die iranische Nationalmannschaft, dass kein Regimekritiker unantastbar sei. Beim ersten Spiel vier Tage zuvor hatten die iranischen Spieler noch beim Abspielen der Nationalhymne geschwiegen, um ihrem Protest gegen das Regime Ausdruck zu geben. Das iranische Staatsfernsehen unterbrach die Übertragung. Nach sechs Tagen in Haft wurde Ghafouri auf Kaution freigelassen.